# La Mata de Armuña
La Mata de Armuña es una localidad del municipio de Castellanos de Villiquera, en la comarca de La Armuña, provincia de Salamanca, Castilla y León, España.

## Topónimo
La Mata es sin duda alusivo a una mancha boscosa exenta, de encinar o quejigar a juzgar por el paisaje vegetal de la comarca. Es conocido este valor apelativo: mata ‘extensión de bosque; encinar; robledal; mancha de matorral’. En general los topónimos que conservan esta voz deben interpretarse sobre esta base y no sobre la de mata ‘arbusto, matorral’. Madoz, por ejemplo, al describir el partido de Villafranca del Bierzo, explica: “existen también muchas dehesas de roble y pastos, como las de Mata de Cornavois [...], Mata de la Cruz, Mata Mojada [...], Mata Grande[...], Las Matas”. Son frecuentes los topónimos menores en la provincia de Salamanca en los que se nombra la especie vegetal dominante en la formación boscosa: Matabarcera (Sardón de los Álamos), Matabruñera (El Manzano), Mata Rebollosa (Sanchón de la Ribera); respectivamente se alude a los barceos (especie de esparto), a los bruños (endrinos) y a los rebollos (roble melojo).
En una relación de topónimos armuñeses medieval figura el nombre de lugar Matamediana (1185 y 1260). Probablemente es el primitivo nombre del pueblo, debido al hecho de encontrarse La Mata a medio camino entre la capital y las propiedades del cabildo en pueblos importantes como Palencia de Negrilla, Negrilla de Palencia, La Vellés y Arcediano. Cerca de La Mata de Armuña está Carbajosa de Armuña, alusiva a una formación boscosa de robles (Quercus pyrenaica), que probablemente se agarraban al pequeño teso y laguna a cuyo pie se asienta la localidad.

## Geografía humana

### Demografía
| Gráfica de evolución demográfica de La Mata de Armuña entre 1842 y 1981 |
| |
| Población de derecho según los censos de población del INE Población de hecho según los censos de población del INEEntre el censo de 1991 y el anterior, este municipio desaparece porque se integra en el municipio 37185 (Castellanos de Villiquera) |

En 2017 La Mata de Armuña contaba con una población de 81 habitantes, de los cuales 44 son varones y 37 son mujeres (INE 2017).
| Gráfica de evolución demográfica de La Mata de Armuña entre 2000 y 2017 |
|                                                                         |
| Población según el padrón municipal.                                    |

## Agricultura
Posee zona de cultivo de cereales y legumbres. Son famosas y de especial calidad sus lentejas y garbanzos.

## Fiestas
Celebra su fiesta patronal el día de San Pelayo (26 de junio). Es una fiesta, a todas luces, "cristianizada" procedente de celebraciones ancestrales del resurgir de la luz, el culto al sol, el día y el solsticio de verano.

## Personalidades
- Francisco Gil González (1905-1962) Arquitecto.